# Liste des titres musicaux numéro un aux États-Unis en 1988
Voici la liste des singles arrivés en tête des ventes aux États-Unis durant l'année 1988 d'après le classement Hot 100 établi par le magazine Billboard. 32 singles différents se sont succédé à la tête du Hot 100 en 1988, un record partagé avec l'année 1989. Le plus vendu sur l'année entière est Faith de George Michael.

## Historique
| Date         | Artiste(s)                                   | Titre                                 | Référence |
| ------------ | -------------------------------------------- | ------------------------------------- | --------- |
| 2 janvier    | George Michael                               | Faith                                 |           |
| 9 janvier    | Whitney Houston                              | So Emotional                          |           |
| 16 janvier   | George Harrison                              | Got My Mind Set on You                |           |
| 23 janvier   | Michael Jackson                              | The Way You Make Me Feel              |           |
| 30 janvier   | INXS                                         | Need You Tonight                      |           |
| 6 février    | Tiffany                                      | Could've Been                         |           |
| 13 février   | Tiffany                                      | Could've Been                         |           |
| 20 février   | Exposé                                       | Seasons Change                        |           |
| 27 février   | George Michael                               | Father Figure                         |           |
| 5 mars       | George Michael                               | Father Figure                         |           |
| 12 mars      | Rick Astley                                  | Never Gonna Give You Up               |           |
| 19 mars      | Rick Astley                                  | Never Gonna Give You Up               |           |
| 26 mars      | Michael Jackson                              | Man in the Mirror                     |           |
| 2 avril      | Michael Jackson                              | Man in the Mirror                     |           |
| 9 avril      | Billy Ocean                                  | Get Outta My Dreams, Get into My Car  |           |
| 16 avril     | Billy Ocean                                  | Get Outta My Dreams, Get into My Car  |           |
| 23 avril     | Whitney Houston                              | Where Do Broken Hearts Go             |           |
| 30 avril     | Whitney Houston                              | Where Do Broken Hearts Go             |           |
| 7 mai        | Terence Trent D'Arby                         | Wishing Well                          |           |
| 14 mai       | Gloria Estefan featuring Miami Sound Machine | Anything for You                      |           |
| 21 mai       | Gloria Estefan featuring Miami Sound Machine | Anything for You                      |           |
| 28 mai       | George Michael                               | One More Try                          |           |
| 4 juin       | George Michael                               | One More Try                          |           |
| 11 juin      | George Michael                               | One More Try                          |           |
| 18 juin      | Rick Astley                                  | Together Forever                      |           |
| 25 juin      | Debbie Gibson                                | Foolish Beat                          |           |
| 2 juillet    | Michael Jackson                              | Dirty Diana                           |           |
| 9 juillet    | Cheap Trick                                  | The Flame                             |           |
| 16 juillet   | Cheap Trick                                  | The Flame                             |           |
| 23 juillet   | Richard Marx                                 | Hold On to the Nights                 |           |
| 30 juillet   | Steve Winwood                                | Roll with It                          |           |
| 6 août       | Steve Winwood                                | Roll with It                          |           |
| 13 août      | Steve Winwood                                | Roll with It                          |           |
| 20 août      | Steve Winwood                                | Roll with It                          |           |
| 27 août      | George Michael                               | Monkey                                |           |
| 3 septembre  | George Michael                               | Monkey                                |           |
| 10 septembre | Gun N' Roses                                 | Sweet Child O' Mine                   |           |
| 17 septembre | Gun N' Roses                                 | Sweet Child O' Mine                   |           |
| 24 septembre | Bobby McFerrin                               | Don't Worry, Be Happy                 |           |
| 1er octobre  | Bobby McFerrin                               | Don't Worry, Be Happy                 |           |
| 8 octobre    | Def Leppard                                  | Love Bites                            |           |
| 15 octobre   | UB40                                         | Red Red Wine                          |           |
| 22 octobre   | Phil Collins                                 | A Groovy Kind of Love                 |           |
| 29 octobre   | Phil Collins                                 | A Groovy Kind of Love                 |           |
| 5 novembre   | The Beach Boys                               | Kokomo                                |           |
| 12 novembre  | The Escape Club                              | Wild, Wild West                       |           |
| 19 novembre  | Bon Jovi                                     | Bad Medicine                          |           |
| 26 novembre  | Bon Jovi                                     | Bad Medicine                          |           |
| 3 décembre   | Will to Power                                | Baby, I Love Your Way/Freebird Medley |           |
| 10 décembre  | Chicago                                      | Look Away                             |           |
| 17 décembre  | Chicago                                      | Look Away                             |           |
| 24 décembre  | Poison                                       | Every Rose Has Its Thorn              |           |
| 31 décembre  | Poison                                       | Every Rose Has Its Thorn              |           |